# Christer Brosjö
Christer Wilhelm Brosjö, född 14 januari 1942 i Katarina församling i Stockholm,, död 8 augusti 2018 i Kungsholmens distrikt, var en svensk teaterregissör, dramaturg och dramatiker.

## Biografi
Christer Brosjö var verksam som regissör vid Radioteatern från 1968 och regisserade även flera pjäser hos Jönköpings länsteater (nu Smålands Musik och Teater) där han även verkade som dramaturg i projektet De svenska åren då man spelade nyskriven svensk dramatik. Som dramatiker skrev han bland annat Gycklarnas uttåg som hade premiär på Jönköpings länsteater 1980 och Doktor Agnes B som hade premiär på Radioteatern 2015 samt ett par aktualitetspjäser som spelats av Västerbottensteatern. Christer Brosjö var gift med scenografen Anne-Marie Broms.

## Radioregi (urval)
- 1973 Drottningens juvelsmycke av Carl Jonas Love Almqvist, med bl.a. Sven-Bertil Taube, Helge Skoog, Lena Nyman, Rolf Skoglund, Åke Fridell, Ernst Günther, Sigge Fürst & Jane Friedmann
- 1984 Edmond av David Mamet, med bl.a. Claire Wikholm & Marie Göranzon
- 1987 Slaget vid Lepanto av Howard Barker, med bl.a. Ingvar Hirdwall, Jane Friedmann & Björn Gedda
- 1992 Stackars Bitos eller Middag med berömda huvuden av Jean Anouilh, med bl.a. Bengt Blomgren, Niklas Falk & Jonas Falk
- 1993 Roberto Zucco av Bernard-Marie Koltès, med bl.a. Marie Göranzon, Viveka Seldahl, Gunvor Pontén & Anders Nyström
- 1994 Änglar i amerika av Tony Kushner, med bl.a. Anders Ahlbom Rosendahl, Peter Andersson, Ingvar Hirdwall, Stig-Ossian Eriksson & Sune Mangs
- 1995 Borgen av Howard Barker, med bl.a. Johan Rabaeus, Peter Harryson, Betty Tuvén & Viveka Seldahl
- 1997 Brända tomten av August Strindberg, med bl.a. Ingvar Hirdwall, Betty Tuvén & Anders Nyström

## Scenregi (urval)
- 1976 Woyzeck av Georg Büchner, Riksteatern
- 1989 Min onkel har alltid monokel av Bengt Blomgren, Jönköpings länsteater
- 1991 Där man ständigt älskar av Göran Norström, Jönköpings länsteater
- 1992 Tabors berg av Gunnar E. Sandgren, Jönköpings länsteater
- 1994 Oleanna av David Mamet, Jönköpings länsteater
- 2000 Svindlarna av Thomas Holden, Smålands Musik och Teater